# Estação Madou
Madou é uma estação das linhas 2 e 6 do Metro de Bruxelas.